# 윤석호 (뮤지컬 배우)
윤석호(2001년 3월 5일 ~)는 대한민국의 뮤지컬 배우다. 2021년 8월 뮤지컬 《풍월주》로 데뷔했다.

## 방송
- 2019년 2019 DIMF 뮤지컬 스타 - 대상
- 2024년 넷플릭스 금요드라마 《하이라키》 - 박태호 역

## 공연
- 풍월주 (2021) - 사담 역
- 미드나잇 (2022) - 비지터 역
- 베어 더 뮤지컬 (2022) - 피터 역